# 정주희 (방송인)
정주희(鄭珠姫, 1987년 11월 2일 ~ )는 대한민국의 전직 기상캐스터이자 현 프리랜서 방송인이다. 전라북도 전주시 출신이다.

## 학력
- 원광대학교 신문방송학과
- 서강대학교 언론대학원 광고홍보학과

## 경력
- 2009년 ~ 2010년 - KBS 광주방송총국 기상캐스터
- 2010년 ~ 2012년 - OBS경인TV 기상캐스터
- 2012년 - 소라이브 캐스터 ( ~ 2014년), 《MBC 스포츠 플러스》 아나운서
- 2014년 11월 ~ 2020년 6월 - SBS 기상캐스터

## 방송

### 진행
- 2013년 - MBC every1 스타직찍 진행
- 2013년 - SBS CNBC 소상공인의 눈 진행
- 2014년 10월 - SBS 《한밤의 TV연예》 리포터
- 2014년 11월 ~ 2015년 8월/2016년 12월 ~ 2017년 9월 - 《SBS 나이트라인》 날씨 진행
- 2015년 9월 ~ 2016년 12월 - 《모닝 와이드》 굿모닝 연예 코너 진행
- 2017년 9월 ~ 2020년 6월 - 《SBS 뉴스 (1010)》, 《SBS 12 뉴스》(평일) / 《SBS 8 뉴스》(주말) 날씨 진행

### 드라마
- 2013년 SBS 《상속자들》

## 수상
- 2008년 전국춘향선발대회 미스춘향 현